# Wehrverfassung
Als Wehrverfassung wird die Gesamtheit der das Militärwesen eines Landes betreffenden (Verfassungs-)Normen und die sich daraus ergebende Ordnung des Militärwesens bezeichnet.

## Deutschland
Die Aufstellung, die Kontrolle und der Einsatz von Streitkräften sind in Deutschland seit 1956 im Grundgesetz verankert. Einfache Gesetze wie das Wehrpflicht- oder das Soldatengesetz regeln, wer zum Wehrdienst eingezogen werden kann und welche Rechte und Pflichten die Soldaten haben.
Nach dem Ende des Zweiten Weltkrieges hatten die Alliierten auf der Potsdamer Konferenz von 1945 die komplette Demilitarisierung Deutschlands beschlossen. Das Grundgesetz enthielt in seiner ursprünglichen Fassung vom 23. Mai 1949 keine Regelungen über die Aufstellung deutscher Streitkräfte. Für die neugegründete Bundesrepublik waren keine eigenen Streitkräfte vorgesehen. Die 1954 unterzeichneten Pariser Verträge schufen dann die Voraussetzungen für den Beitritt der Bundesrepublik Deutschland zur Westeuropäischen Union (WEU) und zur NATO (North Atlantic Treaty Organization) und ebneten den Weg zur Wiederbewaffnung.
Das Gesetz zur Änderung des Grundgesetzes vom 19. März 1956 schuf die sog. Wehrverfassung. Dazu zählt unter anderem Art. 87a GG, in dem es heißt: „Der Bund stellt Streitkräfte zur Verteidigung auf.“ sowie Art. 87b GG, der die Einrichtung einer eigenständigen zivilen Wehrverwaltung vorsieht. Die Befehls- und Kommandogewalt hat in Friedenszeiten der Verteidigungsminister (Art. 65a Abs. 1 GG), im Verteidigungsfall geht sie auf den Bundeskanzler über (Art. 115b GG). Dass der Verteidigungsfall eingetreten ist, muss der Bundestag feststellen (Art. 115a GG). Die Feststellung wird vom Bundespräsidenten im Bundesgesetzblatt verkündet (Art. 82 Abs. 2 GG). Der Bundespräsident ernennt und entlässt auch grundsätzlich die Offiziere und Unteroffiziere (Art. 60 Abs. 1 GG). Er hat außerdem das Recht, die Dienstgradbezeichnungen der Soldaten festzulegen und über die Uniform zu bestimmen sowie Orden und Ehrenzeichen zu verleihen (Gesetz über Titel, Orden und Ehrenzeichen). Damit übt er den sog. formellen Oberbefehl aus.
Im Jahr 1968 kam die Notstandsverfassung hinzu, die unter anderem die Befugnis der Streitkräfte, im Verteidigungs- und im Spannungsfall zivile Objekte zu schützen sowie den Einsatz der Streitkräfte zur Unterstützung der Polizei und des Bundesgrenzschutzes beim Schutze von zivilen Objekten und bei der Bekämpfung organisierter und militärisch bewaffneter Aufständischer regelte (Art. 87a Abs. 2 und 3 GG). Hiervon abgesehen ist die Wehrverfassung seit dem Jahr 1956 praktisch unverändert geblieben.